# Macairea stylosa
Macairea stylosa är en tvåhjärtbladig växtart som beskrevs av José Jéronimo Triana. Macairea stylosa ingår i släktet Macairea och familjen Melastomataceae.
Artens utbredningsområde är Venezuela. Inga underarter finns listade i Catalogue of Life.